# USS Peto (SS-265)
USS Peto (SS-265) là một tàu ngầm lớp Gato từng phục vụ cùng Hải quân Hoa Kỳ trong Chiến tranh Thế giới thứ hai. Nó là chiếc tàu chiến duy nhất của Hải quân Hoa Kỳ được đặt cái tên này, theo tên loài cá thu ngàng. Nó đã phục vụ trong suốt Thế chiến II, thực hiện tổng cộng mười chuyến tuần tra, đánh chìm bảy tàu Nhật Bản với tổng tải trọng 29.139 tấn. Được cho ngừng hoạt động sau khi xung đột chấm dứt vào năm 1946, nó được huy động trở lại để phục vụ như tàu huấn luyện trong thành phần dự bị từ năm 1956 đến năm 1960, rồi cuối cùng bị bán để tháo dỡ vào năm 1960. Peto được tặng thưởng tám Ngôi sao Chiến trận do thành tích phục vụ trong Thế Chiến II.

## Thiết kế và chế tạo
Lớp tàu ngầm Gato được thiết kế cho mục đích một tàu ngầm hạm đội nhằm có tốc độ trên mặt nước cao, tầm hoạt động xa và vũ khí mạnh để tháp tùng hạm đội chiến trận. Con tàu dài 311 ft 9 in (95,02 m) và có trọng lượng choán nước 1.525 tấn Anh (1.549 t) khi nổi và 2.424 tấn Anh (2.463 t) khi lặn. Chúng trang bị động cơ diesel dẫn động máy phát điện để cung cấp điện năng cho bốn động cơ điện, đạt được công suất 5.400 shp (4.000 kW) khi nổi và 2.740 shp (2.040 kW) khi lặn, cho phép đạt tốc độ tối đa 21 hải lý trên giờ (39 km/h) và 9 hải lý trên giờ (17 km/h) tương ứng. Tầm xa hoạt động là 11.000 hải lý (20.000 km) khi đi trên mặt nước ở tốc độ 10 hải lý trên giờ (19 km/h) và có thể hoạt động kéo dài đến 75 ngày và lặn được sâu tối đa 300 ft (90 m).
Lớp tàu ngầm Gato được trang bị mười ống phóng ngư lôi 21 in (530 mm), gồm sáu ống trước mũi và bốn ống phía phía đuôi tàu, chúng mang theo tối đa 24 quả ngư lôi. Vũ khí trên boong tàu gồm một hải pháo 3 inch/50 caliber, và thường được tăng cường một khẩu pháo phòng không Bofors 40 mm nòng đơn và một khẩu đội Oerlikon 20 mm nòng đôi, kèm theo súng máy .50 caliber và .30 caliber. Tiện nghi cho thủy thủ đoàn bao gồm điều hòa không khí, thực phẩm trữ lạnh, máy lọc nước, máy giặt và giường ngủ cho hầu hết mọi người, giúp họ chịu đựng cái nóng nhiệt đới tại Thái Bình Dương cùng những chuyến tuần tra kéo dài đến hai tháng rưỡi.
Peto được đặt lườn tại xưởng tàu của hãng Manitowoc Shipbuilding Company ở Manitowoc, Wisconsin vào ngày 18 tháng 6, 1941. Nó được hạ thủy vào ngày 30 tháng 4, 1942, được đỡ đầu bởi bà E. A. Lofquist, và được cho nhập biên chế cùng Hải quân Hoa Kỳ vào ngày 21 tháng 11, 1942 dưới quyền chỉ huy của Hạm trưởng, Thiếu tá Hải quân William T. Nelson.

## Lịch sử hoạt động

### 1943

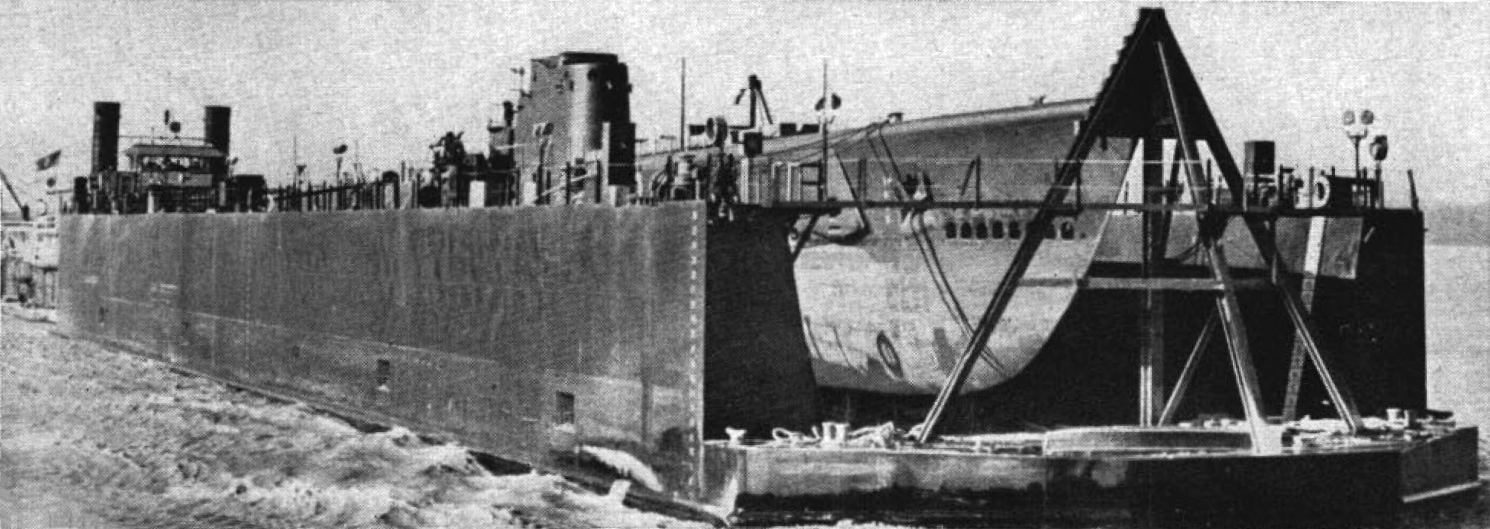
USS Peto (SS-265) đang được vận chuyển dọc theo sông Mississippi vào cuối năm 1943

Vào cuối tháng 12, 1942, Peto được chất lên một sà lan để được kéo dọc theo sông Mississippi từ Manitowoc đến New Orleans, Louisiana, nơi nó được tiếp tục trang bị hoàn thiện trước đưa đi vào hoạt động. Sau khi hoàn tất việc chạy thử máy huấn luyện tại khu vực vịnh Mexico, chiếc tàu ngầm chuẩn bị để được điều động sang khu vực Mặt trận Thái Bình Dương. Nó băng qua kênh đào Panama và đi đến Brisbane, Australia vào ngày 14 tháng 3, 1943.

#### Chuyến tuần tra thứ nhất
Rời Brisbane vào ngày 2 tháng 4 cho chuyến tuần tra đầu tiên, Peto trinh sát khu vực đảo Greenwich vào ngày 13 tháng 4 mà không tìm thấy mục tiêu nào, và trong đêm đó đã chuyển sang hoạt động trên tuyến hàng hải giữa Truk và Kavieng. Nó phát hiện một đoàn tàu đi xuống phía Nam theo tuyến Truk-Rabaul vào sáng ngày 17 tháng 4, bao gồm hai tàu buôn được hai tàu khu trục hộ tống. Tuy nhiên trước khi nó kịp đi đến vị trí tấn công, một tàu khu trục hộ tống đã phát hiện và tấn công chiếc tàu ngầm với chín quả mìn sâu; Peto lặn xuống và thoát được mà không bị hư hại. Đến đêm 5 tháng 5, nó tấn công một mục tiêu phát hiện nhờ sonar và radar, phóng ra ba quả ngư lôi và có thể đã đánh trúng một quả. Nó tiếp tục tuần tra ngoài khơi New Britain trước khi quay trở về Brisbane vào ngày 20 tháng 5.

#### Chuyến tuần tra thứ hai
Trong chuyến tuần tra thứ hai từ ngày 10 tháng 6 đến ngày 4 tháng 8, Peto đã tấn công bằng hai quả ngư lôi nhắm vào một tàu đối phương vào ngày 29 tháng 6, rồi tấn công một tàu chở dầu được hai tàu khu trục hộ tống vào ngày 7 tháng 7. Kết quả của cả hai đợt tấn công này đều không thể xác nhận, và chiếc tàu ngầm quay trở về Brisbane để kết thúc chuyến tuần tra.

#### Chuyến tuần tra thứ ba
Khởi hành vào ngày 1 tháng 9 cho chuyến tuần tra thứ ba tại khu vực phía Bắc quần đảo Bismarck, Peto tiến hành trinh sát cảng Nauru, rồi tuần tra dọc theo tuyến hàng hải giữa Truk và Nauru trong năm ngày mà không phát hiện mục tiêu nào. Chuyển sang tuần dọc theo các tuyến hàng hải Truk-Kavieng-Rabaul vào ngày 20 tháng 9, nó phát hiện một đoàn năm tàu buôn được hộ tống hai ngày sau đó đang hướng đến Rabaul. Tuy nhiên chiếc tàu ngầm lỡ mất cơ hội tấn công khi đoàn tàu bất ngờ đổi hướng, và một tàu hộ tống phát hiện ra nó ở khoảng cách 7.000 yd (6.400 m), buộc nó phải lặn xuống để né tránh tấn công. Từ ngày 24 đến ngày 26 tháng 9, nó tuần tra tại khu vực quần đảo Admiralty nhưng không tìm thấy mục tiêu. Đến ngày 1 tháng 10, nó tấn công một đoàn ba tàu buôn được một tàu săn ngầm hộ tống; sáu quả ngư lôi phóng ra đã đánh chìm được tàu chở hành khách Tonei Maru (4.930 tấn) và tàu chở hàng Kinkasan Maru (4.980 tấn). Nó quay trở về Brisbane vào ngày 21 tháng 10.

#### Chuyến tuần tra thứ tư
Lên đường vào ngày 14 tháng 11 cho chuyến tuần tra thứ tư, Peto được tiếp thêm nhiên liệu tại Tulagi vào ngày 24 tháng 11, và đến ngày 1 tháng 12 đã phát hiện hai tàu chở hành khách được ba tàu hộ tống nhỏ bảo vệ. Nó đã phóng ngư lôi đánh chìm chiếc Konei Maru (2.345 tấn). Một cuộc tấn công khác vào ngày 9 tháng 12 đã không thành công khi mục tiêu phát hiện các quả ngư lôi và cơ động né tránh, và một tàu hộ tống đã phản công vào nó bằng mìn sâu. Đến ngày 19 tháng 12, con tàu được lệnh quay trở lại Tulagi để đón lên tàu lực lượng Thủy quân Lục chiến và cho đổ bộ họ lên đảo Boang thuộc quần đảo Solomon. Chiếc tàu ngầm quay trở về Brisbane vào ngày 7 tháng 1, 1944.

### 1944

#### Chuyến tuần tra thứ năm
Trong chuyến tuần tra thứ năm từ ngày 2 tháng 2 đến ngày 29 tháng 3, 1944, Peto thoạt tiên được tiếp thêm nhiên liệu tại Tulagi vào ngày 5 tháng 2, rồi gặp gỡ tàu ngầm chị em Cero (SS-225) vào ngày 10 tháng 2 để cùng phối hợp hoạt động. Vào ngày 19 tháng 2, nó tấn công một tàu buôn được ba tàu hộ tống bảo vệ, và một quả ngư lôi đã trúng đích gây hư hại cho chiếc tàu buôn. Sau đó Cero trở thành mục tiêu mà các tàu hộ tống nhắm đến để thả mìn sâu; nên Peto đã trồi lên mặt nước và bắn hải pháo vào các tàu hộ tống, thu hút sự chú ý của chúng về mình. Nhân cơ hội đó Cero đã thoát đi mà không bị thiệt hại gì.
Đến ngày 23 tháng 2, Peto chuyển hướng đi đến vịnh Langemak, Finschhafen để được tiếp nhiên liệu và phụ tùng, đến nơi vào ngày 27 tháng 2, rồi quay lại vùng tuần tra ba ngày sau đó. Đến ngày 3 tháng 3, nó tấn công một tàu buôn nhưng không có kết quả; sang ngày hôm sau nó phóng sáu quả ngư lôi vào một tàu chở hàng, trúng đích hai quả, và sau đó tạo ra một vụ nổ lớn cùng nhiều tiếng nổ nhỏ khác, đánh chìm được chiếc Kayo Maru (4.368 tấn). Các tàu hộ tống đã phản công với 13 quả mìn sâu được thả xuống trước khi từ bỏ việc truy lùng. Chiếc tàu ngầm rời khu vực vào ngày 16 tháng 3 để hướng đến Midway, và sau đó tiếp tục đi đến Trân Châu Cảng vào ngày 29 tháng 3.

#### Chuyến tuần tra thứ sáu
Khởi hành vào ngày 28 tháng 4, Peto cùng tàu ngầm Perch (SS-313) và một tàu hộ tống hướng sang vùng biển Đài Loan cho chuyến tuần tra thứ sáu. Nó xuất phát từ Midway vào ngày 2 tháng 5, cùng Perch và Picuda (SS-382) hình thành nên một đội tấn công phối hợp "Bầy sói". Tuy nhiên lực lượng chỉ có sáu dịp trông thấy mục tiêu tiềm năng mà không lần nào có cơ hội tấn công, và máy bay đối phương tuần tra liên tục để can thiệp hoặc gặp phải vùng biển nông. Nó quay trở về Midway vào ngày 15 tháng 6, rồi cùng tàu ngầm chị em Kingfish (SS-234) quay trở về Trân Châu Cảng, đến nơi vào ngày 19 tháng 6. Nó lên đường hai ngày sau đó để quay về San Francisco, California, và được đại tu và cải biến tại xưởng tàu của hãng Bethlehem Steel Company.

#### Chuyến tuần tra thứ bảy
Hoàn tất công việc trong xường tàu, Peto rời vùng bờ Tây vào ngày 29 tháng 9 và đi đến Trân Châu Cảng vào ngày 7 tháng 10. Nó bắt đầu chuyến tuần tra thứ bảy khi đi đến Midway vào ngày 27 tháng 10, hoạt động trong thành phần Đội đặc nhiệm 17.13, một đội tấn công phối hợp "Bầy sói" vốn bao gồm các tàu ngầm Spadefish (SS-411) và Sunfish (SS-281), rồi đi đến khu vực tuần tra tại Hoàng Hải vào ngày 9 tháng 11. Ba ngày sau đó, nó tấn công một đoàn tàu vận tải, phóng bốn quả ngư lôi vào chiếc tàu buôn ở gần nhất, trúng đích hai quả khiến mục tiêu giảm tốc độ và tách khỏi đội hình; nó tiếp tục phóng hai quả ngư lôi từ ống phóng phía mũi vào một mục tiêu thứ hai, rồi bốn quả ngư lôi từ ống phóng phía đuôi vào mục tiêu thứ ba trước khi lặn xuống né tránh phản công. Peto được xác nhận đã đánh chìm tàu chở hàng Tatsuaki Maru (2.766 tấn), và gây hư hại cho hai chiếc khác.
Đến ngày 18 tháng 11, Peto bắt gặp một mục tiêu có thể đã bị tách khỏi đoàn tàu nên di chuyển một mình không được hộ tống; nó phóng ba quả ngư lôi, trúng đích hai quả và đánh chìm được chiếc tàu chở hàng Aisakasan Maru (6.923 tấn). Sau đó nó lại bắt gặp một tàu buôn khác đang chết đứng giữa biển và được hai tàu hộ tống nhỏ bảo vệ; nó tiếp tục phóng ba quả ngư lôi, trúng đích một quả và đánh chìm được chiếc tàu chở hàng Chinkai Maru (2.827 tấn) chỉ trong vòng bốn phút. Đến ngày 29 tháng 11, nó tấn công một tàu chở dầu duyên hải nhỏ bằng quả ngư lôi cuối cùng trước khi lên đường quay trở về căn cứ, kết thúc chuyến tuần tra. Nó về đến Guam vào ngày 6 tháng 12, được tái trang bị trước khi tiếp tục hướng về Trân Châu Cảng, đến nơi vào ngày 2 tháng 1, 1945.

### 1945

#### Chuyến tuần tra thứ tám và thứ chín
Cùng với các tàu ngầm Thresher (SS-200), Shad (SS-235) và Tilefish (SS-307) Peto rời Trân Châu Cảng vào ngày 31 tháng 1, rồi được tiếp thêm nhiên liệu tại Saipan vào ngày 12 tháng 2 trước khi tiến hành chuyến tuần tra thứ tám. Tuy nhiên nó không tìm thấy mục tiêu nào phù hợp trong suốt chuyến tuần tra, nên quay trở về Midway vào ngày 9 tháng 4. Chiếc tàu ngầm lại lên đường vào ngày 4 tháng 5 cho chuyến tuần tra thứ chín, và đã làm nhiệm vụ dẫn đường và tìm kiếm-giải cứu ngoài khơi Marcus vào ngày 12 tháng 5, phục vụ cho chiến dịch không kích xuống đảo này. Nó áp sát đảo vào ngày 21 tháng 5 để trinh sát hình ảnh những mục tiêu đối phương trên bờ trước khi lên đường quay trở về Guam, đến nơi vào ngày 19 tháng 6.

#### Chuyến tuần tra thứ mười
Khởi hành vào ngày 14 tháng 7 cho chuyến tuần tra thứ mười, cũng là chuyến cuối cùng, Peto phục vụ tìm kiếm-giải cứu hỗ trợ các chiến dịch không kích của tàu sân bay xuống các đảo chính quốc Nhật Bả. Vào ngày 24 tháng 7, nó đã giải cứu hai phi công xuất phát từ Lexington (CV-16), trong đó một người đã bị thương ở cả hai chân. Đến ngày 25 tháng 7, nó đánh chìm một thuyền buồm bằng hải pháo, và cũng trong ngày hôm đó giải cứu thêm chín phi công khác bị bắn rơi. Sang ngày 10 tháng 8, nó cứu vớt một phi công Hải quân Anh xuất phát từ tàu sân bay HMS Formidable (R67). Sau khi Nhật Bản chấp nhận đầu hàng vào ngày 15 tháng 8, giúp chấm dứt vĩnh viễn cuộc xung đột, nó lên đường vào ngày hôm sau để quay trở về căn cứ.
Băng qua kênh đào Panama vào ngày 15 tháng 9, Peto đi đến New Orleans sáu ngày sau đó. Nó được cho xuất biên chế tại Căn cứ Tàu ngầm Hải quân New London ở New London, Connecticut vào ngày 25 tháng 6, 1946, và được đưa về Hạm đội Dự bị Đại Tây Dương. Đến tháng 11, 1956, chiếc tàu ngầm được điều sang vai trò tàu huấn luyện dành cho nhân sự Hải quân Dự bị Hoa Kỳ trực thuộc Quân khu Hải quân 8. Tên nó được cho rút khỏi danh sách Đăng bạ Hải quân vào ngày 1 tháng 8, 1960, và con tàu bị bán cho hãng Commercial Metals tại Dallas, Texas để tháo dỡ vào ngày 10 tháng 11, 1960. 

## Phần thưởng
Peto được tặng thưởng tám Ngôi sao Chiến trận do thành tích phục vụ trong Thế Chiến II. Nó được ghi công đã đánh chìm bảy tàu Nhật Bản với tổng tải trọng 29.139 tấn.
|  |                                                       |  |
|  | Silver star · Bronze star · Bronze star · Bronze star |  |

| Dãi băng Hoạt động Tác chiến  |                                                                         |                                      |
| Huân chương Chiến dịch Hoa Kỳ | Huân chương Chiến dịch Châu Á-Thái Bình Dương với 8 Ngôi sao Chiến trận | Huân chương Chiến thắng Thế Chiến II |